# Pinar Publico de La Barrosa
Pinar Publico de La Barrosa är en park i Spanien.   Den ligger i provinsen Provincia de Cádiz och regionen Andalusien, i den södra delen av landet, 500 km söder om huvudstaden Madrid. Pinar Publico de La Barrosa ligger 15 meter över havet.
Terrängen runt Pinar Publico de La Barrosa är platt. Havet är nära Pinar Publico de La Barrosa åt sydväst. Runt Pinar Publico de La Barrosa är det tätbefolkat, med 276 invånare per kvadratkilometer. Närmaste större samhälle är Chiclana de la Frontera, 6,7 km norr om Pinar Publico de La Barrosa. Trakten runt Pinar Publico de La Barrosa består till största delen av jordbruksmark.